# 克里斯·伯顿
克里斯·伯顿（英語：Chris Burton，1981年11月22日—），澳大利亚男子马术运动员。他曾代表澳大利亚参加2012年和2016年夏季奥林匹克运动会马术比赛，其中2016年奥运会获得一枚铜牌。